# NGC 7477
NGC 7477 é uma galáxia espiral (S) localizada na direcção da constelação de Pisces. Possui uma declinação de +03° 07' 06" e uma ascensão recta de 23 horas, 04 minutos e 40,7 segundos.
A galáxia NGC 7477 foi descoberta em 9 de Setembro de 1866 por Heinrich Louis d'Arrest.